# Concierto para piano n.º 2 (Mendelssohn)

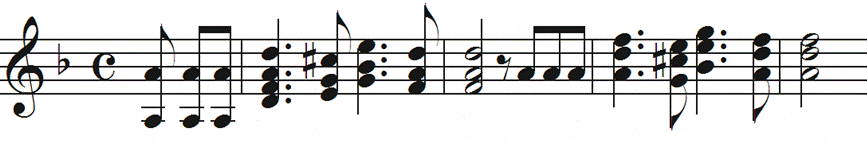
Melodía principal del concierto.

El concierto para piano n.º 2 en re menor, op. 40, fue escrito en 1837 por Felix Mendelssohn y estrenado en el Festival de Birmingham de 1837, donde también se estrenó el oratorio Paulus. El concierto tiene una duración de unos 23 minutos.

## Estructura
El concierto está dividido en tres movimiento:
1. Allegro appassionato
2. Adagio
3. Presto scherzando

El primer movimiento se inicia con una introducción orquestal, que le permite al solista aparecer rápidamente con un pasaje de apertura dramático. El segundo tema es introducido por el piano, abriéndose camino hacia la tonalidad de fa mayor. El movimiento continúa sin pausas hacia el segundo movimiento (algo que ya haría Mendelssohn en su primer concierto para piano).
El primer tema del segundo movimiento es introducido por la orquesta. El final del movimiento está marcado attacca, por lo que sigue el tercer movimiento sin pausas.